# 南生駒駅
南生駒駅（みなみいこまえき）は、奈良県生駒市小瀬町にある、近畿日本鉄道（近鉄）生駒線の駅。駅番号はG20。

## 歴史
- 1926年（昭和元年）12月28日：信貴生駒電鉄の元山上口 - 仮新生駒間延伸時に開業[1]。
- 1964年（昭和39年）10月1日：近畿日本鉄道が信貴生駒電鉄を合併。近鉄生駒線の駅となる[1]。
- 1977年（昭和52年）7月31日：菜畑 - 南生駒間複線化[2]。
- 2007年（平成19年）4月1日：PiTaPa使用開始[3]。
- 2021年（令和3年）10月1日以降時期不明：終日無人駅化[4]。

## 駅構造
相対式ホーム2面2線を有する駅。王寺方が単線、生駒方が複線の行き違い可能駅である。ホーム有効長は4両。複線化に向け、線路用地が王寺方に確保されている。かつて生駒方の東側に車庫が存在し長い間放置されていたが、現在は撤去され、保線用の引き上げ線のみが残っている。
改札・コンコースは地下、ホームは地上にある。改札口は1か所のみである。出入口は両ホームの側面にある。トイレは1番のりばにある。
生駒駅管理の無人駅で、PiTaPa・ICOCA対応の自動改札機および自動精算機（回数券カードおよびICカードのチャージに対応）が設置されている。

### のりば
| のりば | 路線     | 方向 | 行先     |
| ------ | -------- | ---- | -------- |
| 1      | G 生駒線 | 下り | 王寺方面 |
| 2      | G 生駒線 | 上り | 生駒方面 |

## 利用状況
近年における当駅の1日乗降人員の調査結果は以下の通り。
- 2023年11月7日：4,578人
- 2022年11月8日：4,574人
- 2021年11月9日：4,424人
- 2018年11月13日：5,256人
- 2015年11月10日：5,272人
- 2012年11月13日：5,071人
- 2010年11月9日：5,286人
- 2008年11月18日：5,264人
- 2005年11月8日：5,341人

## 駅周辺
- 国道308号
- 暗峠
- 竹林寺
- 南生駒郵便局
- 生駒市立生駒南中学校
- 生駒市立生駒南小学校
- 南コミュニティセンターせせらぎ
  - 生駒市図書館南分館
- 生駒市消防署南分署
- 業務スーパー南生駒店
- ダイキ南生駒店

## バス路線
- 生駒市コミュニティバス「たけまる号」（南生駒駅バス停）　※ 2022年3月22日現在[7]
  - 西畑線：暗峠行き、南コミュニティセンターせせらぎ行き
  - 有里線：むかいやま公園・竹林寺方面行き、南コミュニティセンターせせらぎ行き

## 隣の駅
近畿日本鉄道
G 生駒線
一分駅 (G19) - 南生駒駅 (G20) - 萩の台駅 (G21)